# Civières
Civières ist eine Ortschaft und eine ehemalige französische Gemeinde mit 219 Einwohnern (Stand: 1. Januar 2021) im Département Eure in der Region Normandie. Sie gehörte zum Arrondissement Les Andelys und zum Kanton Les Andelys.
Mit Wirkung vom 1. Januar 2016 wurden die bis dahin selbstständigen Gemeinden Berthenonville, Bus-Saint-Rémy, Cahaignes, Cantiers, Civières, Dampsmesnil, Écos, Fontenay-en-Vexin, Forêt-la-Folie, Fourges, Fours-en-Vexin, Guitry, Panilleuse und Tourny zu einer Commune nouvelle mit dem Namen Vexin-sur-Epte zusammengelegt und besitzen in der neuen Gemeinde den Status einer Commune déléguée. Der Verwaltungssitz befindet sich im Ort Écos.

## Lage
Nachbarorte sind Tourny im Nordwesten, Fontenay-en-Vexin und Cahaignes im Norden, Fours-en-Vexin im Nordosten, Berthenonville und Dampsmesnil, Écos im Südosten und Tilly, Panilleuse und Mézières-en-Vexin im Südwesten.

## Bevölkerungsentwicklung
| Jahr      | 1962 | 1968 | 1975 | 1982 | 1990 | 1999 | 2008 | 2015 |
| --------- | ---- | ---- | ---- | ---- | ---- | ---- | ---- | ---- |
| Einwohner | 132  | 115  | 133  | 132  | 194  | 227  | 229  | 220  |